# Schweizerische Ausstellung für Frauenarbeit

Die SAFFA in Zürich: Foto: Werner Friedli, 1958

Die Schweizerische Ausstellung für Frauenarbeit (SAFFA) fand 1928 in Bern und 1958 in Zürich statt. Die Ausstellung wurde von den grossen nationalen Frauenorganisationen Bund Schweizerischer Frauenvereine (BSF), Schweizerischer Frauengewerbeverband, Schweizerischer Katholischer Frauenbund (SKF) und 28 weiteren Vereinen organisiert.

## SAFFA 1928

Die SAFFA in Bern, Foto Walter Mittelholzer

Das Ziel der Ausstellung auf dem Viererfeld (heute Länggasse-Felsenau), die vom 26. August bis zum 30. September 1928 stattfand, war es, die Bedeutung des «weiblichen Anteils» an der gesellschaftlichen aber auch volkswirtschaftlichen Arbeit in der Schweiz aufzuzeigen. Die Frauenarbeit – ganz besonders auch die Hauswirtschaft und die Familienarbeit – wurde nach Ansicht der Organisatorinnen zu wenig geschätzt und sie forderten mehr Anerkennung für die Leistungen der Frauen. Diese Anerkennung sollte längerfristig zur politischen Gleichstellung (Frauenstimmrecht) und zum Recht auf Erwerbsarbeit führen.
Die leitende Architektin der SAFFA war die Schweizerin Lux Guyer. Die SAFFA erregte 1928 auch in architektonischer Hinsicht grosse Aufmerksamkeit. In axial angeordneten Hallenbauten wurden Themen aus der Landwirtschaft, Industrie, Hausarbeit, Erwerbsarbeit, Wissenschaft, Bildung und Kunst präsentiert. Für die musikalische Gestaltung war die deutsch-schweizerische Violinistin und Dirigentin Adele Bloesch-Stöcker verantwortlich.

## SAFFA 1958

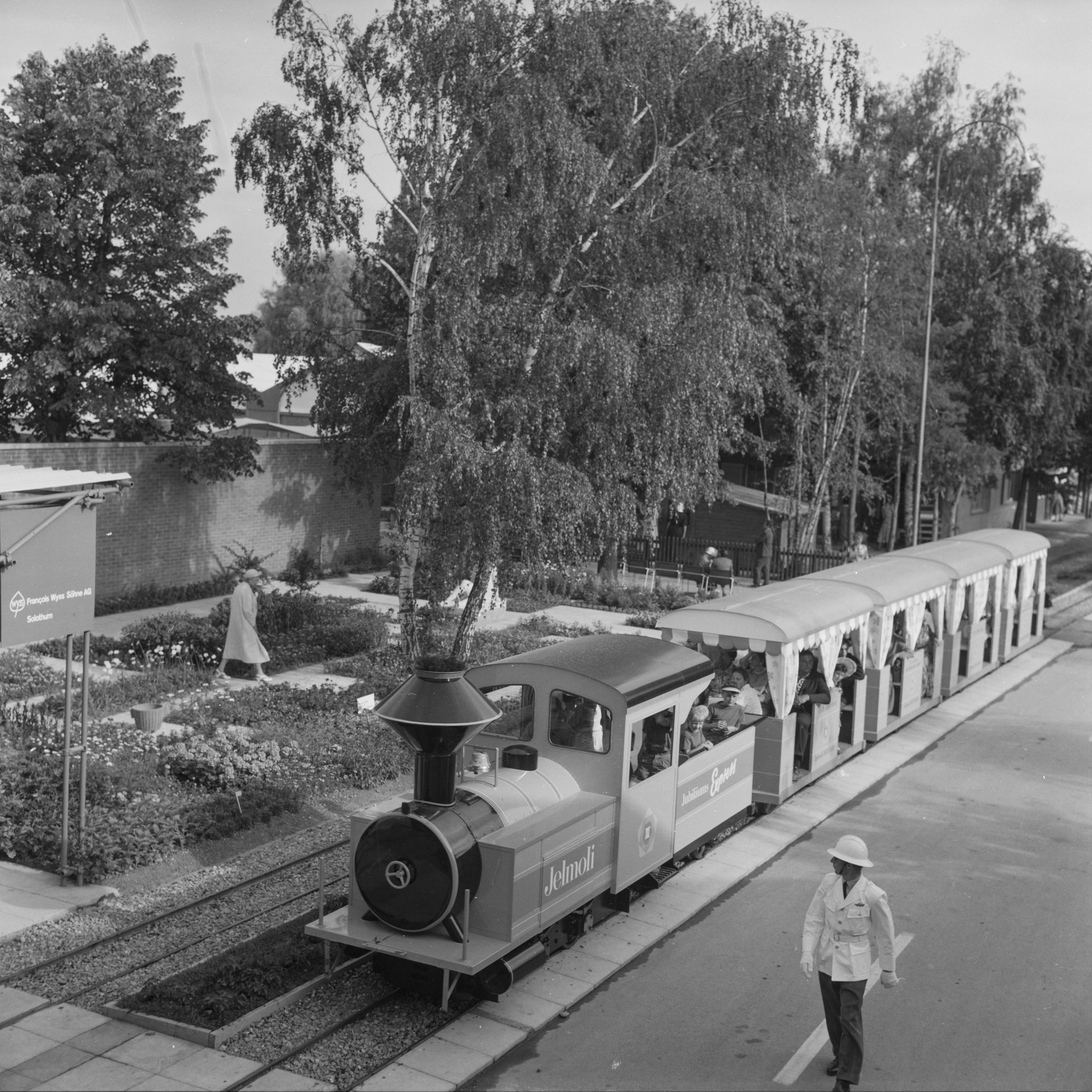
SAFFA-Baehnli 1958

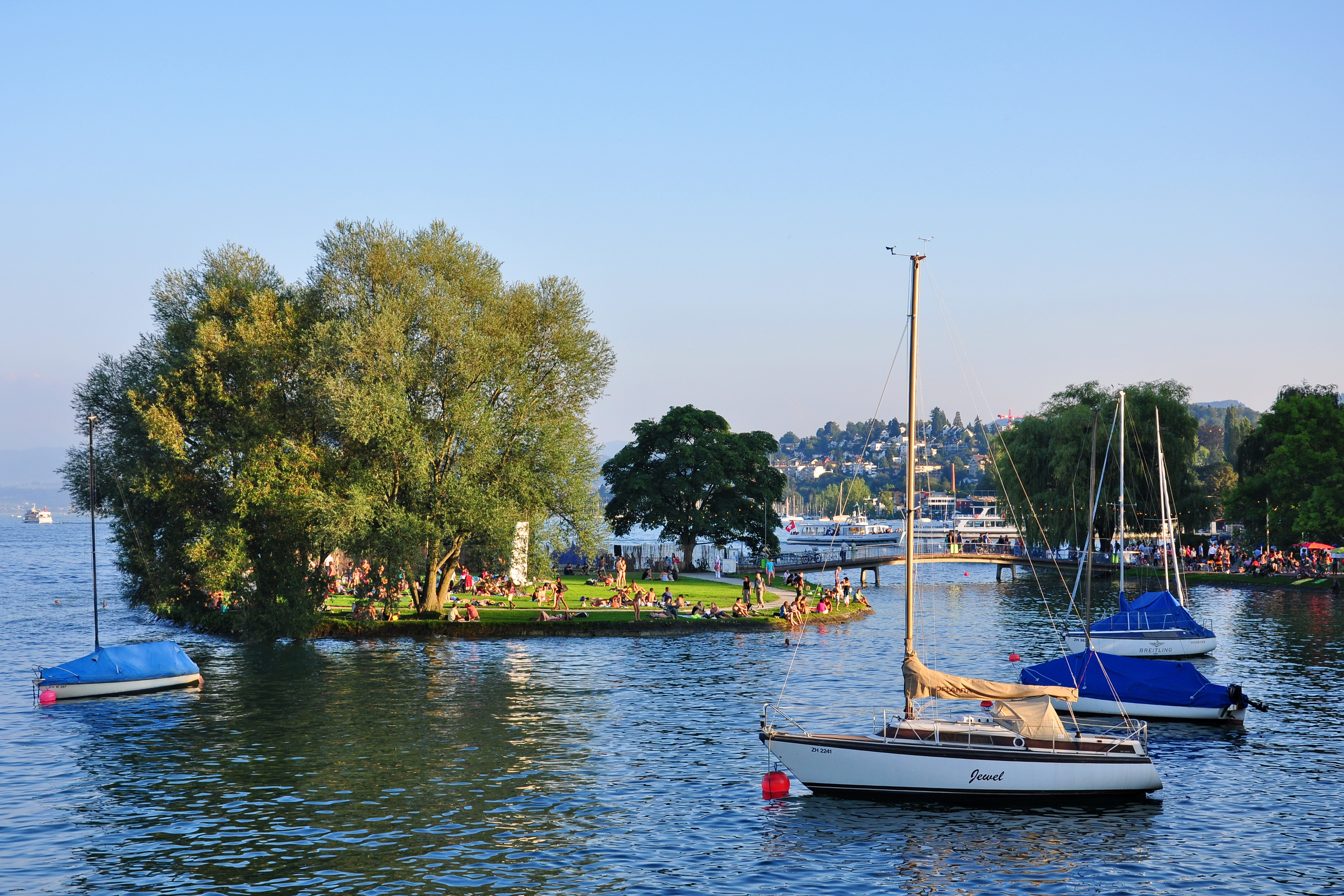
Die nach der Ausstellung benannte Saffainsel in Zürich-Wollishofen

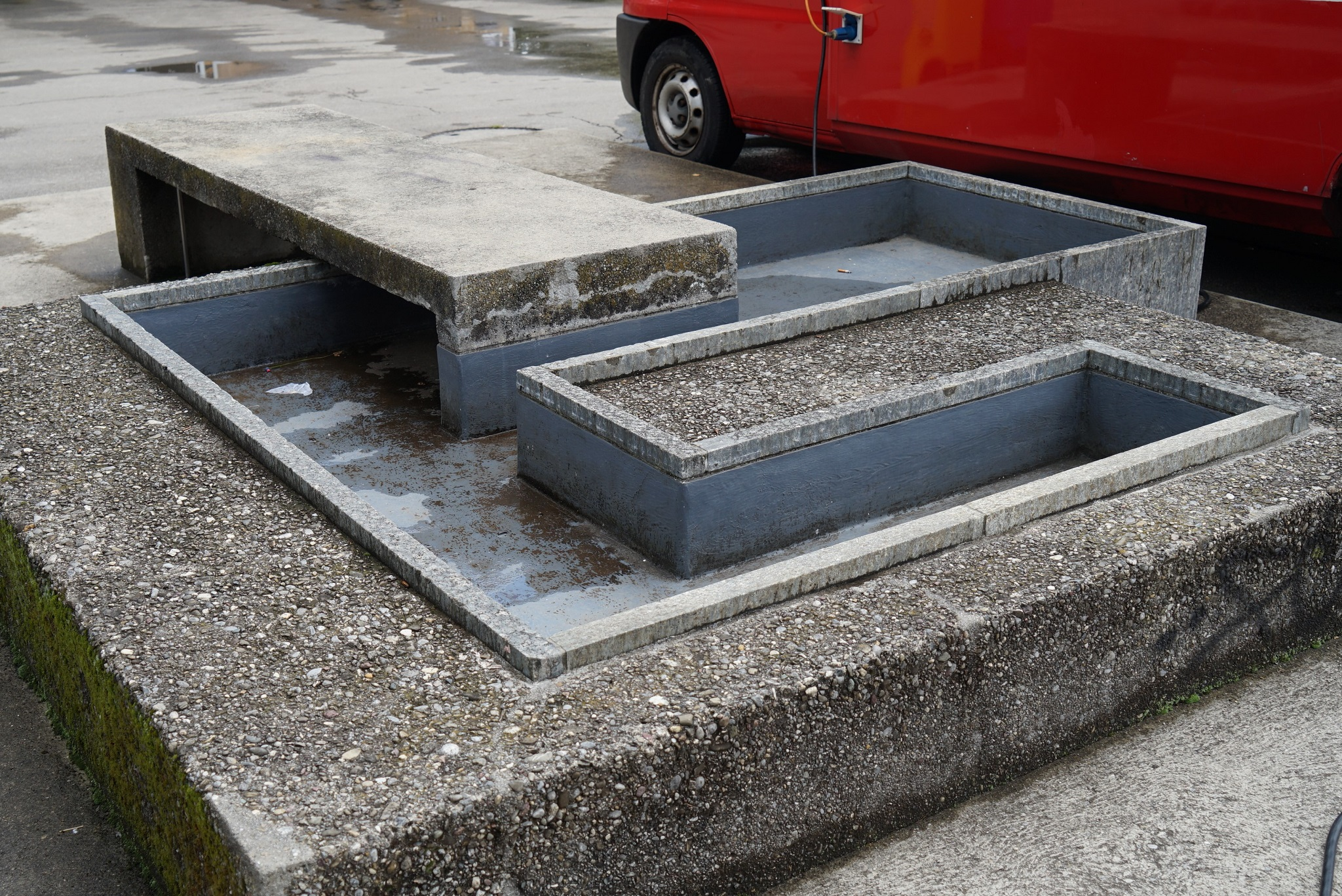
Verena-Dubach-Brunnen, Landiwiese

Die zweite SAFFA fand vom 17. Juli bis 15. September 1958 auf der Landiwiese in Wollishofen statt. Sie wurde vom BSF sowie gegen hundert Frauenvereinen und Frauenzentralen organisiert. Die zweite SAFFA stand unter dem Motto «Lebenskreis der Frau in Familie, Beruf und Staat». Entsprechend dem Frauenbild der konservativen 1950er Jahre vertraten die Ausstellerinnen ein Lebensmodell in drei Phasen: Berufsausbildung und Erwerbstätigkeit bis zur Heirat, anschliessend Hausfrauendasein und Berufswiederaufnahme, nachdem die Kinder gross sind. Die Rolle der Frau als Alleinverantwortliche für die Familie als «Hort der Geborgenheit» im sich immer schneller wandelnden gesellschaftlichen und wirtschaftlichen Umfeld wurde dabei nicht infrage gestellt. Präsidentin des Organisationskomitees war Erika Rikli. Die ehemalige Zentralpräsidentin des Schweizerischen Lehrerinnenvereins, Emma Eichenberger, betreute an der Saffa die Schulstube.
Musikalisch war die SAFFA 1958 ebenfalls in Frauenhänden: die Schweizer Komponistin und Dirigentin Fernande Peyrot schrieb die Erkennungsmelodie und wurde mit einer Komposition beauftragt. Sie nannte das Stück Intrada, es wurde in Wasserkirch im Beisein von Mitgliedern des Bundesrates uraufgeführt. Die Schweizer Dirigentin und Pianistin Hedy Salquin leitete das eigens für diese SAFFA zusammengestellte reine Frauenorchester.
An der SAFFA 1958 wurde auch Elisabeth Pletscher, welche massgeblich bei der Einführung des Frauenstimmrechtes 1989 im Kanton Appenzell Ausserrhoden beteiligt war, entscheidend für ihr weiteres politisches Engagement geprägt, indem sie sich der Bedeutung der Frau in der Arbeitswelt in vollem Ausmass bewusst wurde. Das Schlüsselerlebnis für ihre künftige Frauenarbeit schilderte sie folgendermassen:
«Was mich geprägt hat, war die SAFFA 1958 in Zürich, die zweite schweizerische Ausstellung für Frauenarbeit. Ich war gerade 50 Jahre alt. Der Berufsverband der «medizinischen Laborantinnen», als deren Präsidentin ich damals amtete, hat an der SAFFA ein Labor geführt. Wir waren involviert in die Planung, Organisation und Durchführung dieser Ausstellung, und ich habe hautnah miterlebt, was Frauen alles leisten – ohne je Anerkennung dafür zu erhalten. Ich empfand es schon nach dem Zweiten Weltkrieg als stossend, wie viele Aufgaben und Pflichten die Frauen während des Krieges übernommen hatten, ohne dass ihnen entsprechende Rechte zugestanden worden wären. Wir sind damals, nach dem Krieg, ganz selbstverständlich davon ausgegangen, dass die Frauen nun auch ihre politischen Rechte bekommen. Das ist aber etwa gar nicht automatisch geschehen. Und an der SAFFA, fünfzehn Jahre später, haben wieder so viele Frauen gezeigt, was sie alles können. […] Mich hat damals auch das Engagement und die enorme Leistung der Pionierinnen für die Anliegen der Frauen beeindruckt. […] Da ich beruflich sehr beansprucht war, konnte ich mich nie im selben Ausmass engagieren wie andere Frauen. So habe ich mich während der Zeit der zweiten SAFFA entschieden, nie ‹Nein› zu sagen, sollte ich angefragt werden, mich für etwas einzusetzen: Was ich tun kann, das tue ich. […] Ich tue es aus Dankbarkeit und Solidarität mit den Pionierinnen für die Frauenrechte und die Anliegen der Frauen, als einen kleinen persönlichen Tribut für all das, was diese Frauen erdulden und durchstehen mussten.»

Annemarie Hubacher-Constam und Anna Cordes-Meyer bei der Vorbereitung der SAFFA, Foto: Björn Erik Lindroos, Comet Photo, 1957

Die SAFFA 1958 blieb vor allem für ihre architektonischen Leistungen in Erinnerung, begonnen mit dem Aufschütten der nach dem Anlass benannten Saffainsel nahe der Landiwiese. Mündlichen Überlieferungen zufolge wurde auch Aushub vom Bauplatz des Schulhauses Freudenberg von Jacques Schader für die Insel verwendet. Unter der Leitung der Zürcher Architektin Annemarie Hubacher-Constam arbeiteten Architektinnen wie Beate Schnitter, Verena Fuhrimann, Jetti Judin, Berta Rahm, Lisbeth Sachs, Landschaftsarchitektinnen wie Verena Dubach und Gestalterinnen vieler Sparten am ambitionierten Projekt. Die zylindrischen Zeltbauten und der begehbare Wohnturm waren aus industriellen Bauteilen wie verbolztem Profilstahl errichtet, damit sie nach der Ausstellung wiederverwendet werden konnten. Die Brunnenskulptur von Verena Dubach, die landseitig die Ausstellungspavillons der SAFFA 1958 begleitete, sollte 2020 restauriert werden.
Zu Beginn der SAFFA wurde festgehalten, dass ein allfälliger Reingewinn «zur Förderung der rechtlichen, sozialen und wirtschaftlichen Stellung der Frau» zu verwenden sei. Ein Umsatz von nahezu 50 Millionen Franken ermöglichte einen Reingewinn von über 2 Millionen Franken. Daraus wurden mehrere Stiftungen begünstigt und gegründet. Von diesen bestehen heute noch drei: die Stiftung für staatsbürgerliche Erziehung und Schulung, die Bürgschaftsgenossenschaft SAFFA und die Stiftung für Erforschung der Frauenarbeit.
Während der 2. SAFFA erschien Iris von Rotens Buch Frauen im Laufgitter. Die darin formulierten Forderungen gingen weit über den Frauenanliegen gegenüber von Presse und Männern entgegengebrachten Goodwill hinaus. Doch weder der Leistungsbeweis der SAFFA 1958 noch Rotens provokatives Buch reichten, um die Abstimmung um das nationale Frauenstimmrecht von 1959 zu gewinnen.

## Dritte SAFFA
Am 1. August 2007, dem ersten Schweizer Nationalfeiertag seit der Unterzeichnung des Fakultativprotokolls als Zusatz zur Frauenkonvention im Februar 2007 durch den Schweizer Bundesrat zur juristischen und formalen Anerkennung der vollständigen Menschenrechte der Frauen in der Schweiz, zündete die Idee: Die Schweizerinnen Priska Lenherr, Franziska Demarmels und Lisa Gwerder, Vorstandsmitfrauen der Internetplattform frauennet.ch, fassten anlässlich ihres Frauen-Picknick-Brunches am Schweizerischen Nationalfeiertag auf der Saffa-Insel in Zürich den Beschluss, eine dritte SAFFA zu veranstalten.
2016 formierte sich der Verein créatrices, der im September 2018 in Zusammenarbeit mit verschiedenen Organisationen, darunter Lares, frau und sia und der ETH Zürich, eine Hommage an die SAFFA in Form einer dreizehnteiligen Veranstaltungsserie auf der Saffa-Insel durchführte.
Mittlerweile ist die dritte SAFFA ein Projekt der Dachorganisation alliance F, die dafür den Verein 2020 gegründet hat. Das Projekt ist in drei Phasen eingeteilt (Vorprojekt, Konzept und Realisierung).